# Стресор
Стресорът е химически или биологичен агент, състояние на околната среда, външен стимул или събитие, което причинява стрес на организма. Стресорите биват остри и хронични, както и вътрешни или външни .
Събития, причиняващи стрес могат да бъдат:
- стресори, свързани със средата (в града: силни нива на звука, прекомерно силно осветление, прекалено много хора на едно място, липса на собствено пространство)
- стрес в ежедневието (уличен трафик за шофиращите, загубени ключове, липса на качествена физическа активност в града)
- съществени промени в живота (като развод или голяма загуба на близък)
- стресори на работното място, виж стрес на работното място
- социални стресори (изисквания на обществото или в семейството)